# Chris Brunt
Christopher Brunt, conhecido como  Chris Brunt (Belfast, 14 de dezembro de 1984) é um futebolista norte-irlandês que atua como meia. Atualmente, joga pelo West Bromwich.